# 河口りか
河口 りか（かわぐち りか、1967年（昭和42年）9月7日 - ）は、日本の元モデル、タレント。
駒沢学園女子高等学校卒業。
1988年からブリヂストン・キャンペーンガールに2年連続起用された。

## 来歴・人物
- ブリヂストン・キャンペーンガールとして名を馳せたが、実際には高校時代にプールで遊泳中に雑誌のグラビアに登場している。これがデビューのキッカケになったのか、既にモデルとして事務所に所属していて演出グラビアだったのかは不明である。
- 中学生時代は剣道部で活動[1]。
- 高校1年生の9月に中型バイク免許を取得[1]。以来バイクが趣味になり、愛読誌はバイク雑誌、漫画もバイク者が好きになったほどだった[1]。
- 月刊オートバイの専属となりツーリング・レポやグラビアなどに登場し、2年連続ブリヂストン・キャンギャルに繋がった。
- 鈴鹿8耐にも来場して人気を博し、当時の映像がDVDなどで見ることが出来る。

## キャンギャル
- 『ブリヂストン』
- 『日本旅行』
- 『ファーストクレジット』
- 『JAL』

## 写真集
- 『Windward―河口りか写真集』
- 『R―河口りか写真集〈2〉』

## 雑誌
- GORO、週刊プレイボーイ、月刊オートバイ、ホリデーオート、レーシングオン、デラべっぴん　多数

## ビデオ
- 『ランクアップ・リカ [VHS]』
- 『河口 リカ [VHS]』
- 『カースクープ』
- 『大集合!! '88サマーキャンペーンガール』
- 『スーパーハイレグ　鈴鹿8耐サーキットギャル』

## DVD
- 『魅惑のレースクイーン』 シリーズ

## テレビ出演
- 『11PM』
- 『Do!スポーツ』
- 『ハイレグクィーンロマンス ピットに賭ける恋!』